# Noi donne
Noi donne è una rivista mensile italiana fondata nel 1944. È stata organo dell'Unione Donne in Italia fino al 1990. Ha ospitato nel corso della sua storia molte delle principali voci del femminismo italiano.

## Storia
La rivista nasce a Parigi nel novembre 1937 come foglio clandestino, per iniziativa delle antifasciste in esilio Teresa Noce e Xenia Silberberg che si faceva chiamare Marina Sereni. Ebbe anche diffusione clandestina in alcune regioni italiane attraverso fogli ciclostilati o anche scritti a mano. Quando nel 1943 nascono in Italia i Gruppi di difesa della donna la rivista viene da loro distribuita.
Nel luglio del 1944 Noi Donne esce dalla clandestinità ed è stampato a Napoli sotto la direzione di Laura Bracco, con l'aiuto di Nadia Spano e la collaborazione di Rosetta Longo. Successivamente la redazione e l’amministrazione vengono trasferite a Roma e a Laura Bracco si affianca questa volta a Vittoria Giunti, insegnante che usciva dalla lotta antifascista clandestina. Dal novembre 1945 diviene l'organo dell'UDI sotto la direzione di Vittoria Giunti,.
Secondo Marisa Rodano gli scopi del giornale erano chiari: essere un giornale per tutte le donne, costituire un legame per tutte le energie femminili vogliose di battersi per sconfiggere il fascismo e partecipare direttamente alla costruzione di un’Italia diversa, far conoscere la lotta delle donne nell'Italia occupata, sollecitare nell'Italia liberata lo sviluppo di un movimento di donne.
La tecnica utilizzata dalla rivista consisteva in un foglio politico che, allo stesso momento però, non rinunciava a parlare di temi che “tradizionalmente le donne sono abituate a trovare nei periodici ad esse diretti: narrativa, moda, cucina...”.
Fra le scelte editoriali assunte sin dai primi anni ci fu quella dell'interclassismo: la rivista intendeva combattere per i diritti delle donne mettendo da parte le divisioni di classe. Un'altra scelta di fondo fu quella di dare la precedenza all'aspetto economico della questione femminile, e quindi innanzitutto alla lotta per la parità salariale, e poi a quelle per l'abolizione del licenziamento per matrimonio o per l'ammissione alle carriere statali. Prima degli anni settanta Noi Donne era l'unico settimanale che portasse avanti la battaglia per l'emancipazione femminile.
Tra le collaboratrici e i collaboratori di Noi donne si possono citare Ada Gobetti, Camilla Ravera, Nadia Gallico Spano, Anna Maria Ortese, Marguerite Duras, Giovanna Pajetta, Umberto Eco, Gianni Rodari, Maria Antonietta Macciocchi, Ellekappa, Franca Fossati, Pat Carra, Roberta Tatafiore, Cristina Gentile, Ida Magli, Mariella Gramaglia, Bia Sarasini, Silvia Neonato, Anna Maria Crispino, Nadia Tarantini, Patrizia Carrano, Maria Rosa Cutrufelli, Valentina Savioli, Adriano Sofri, Rosi Braidotti.
Inizialmente mensile, negli anni successivi la periodicità diventerà quindicinale e poi settimanale sotto la lunga direzione di Giuliana Dal Pozzo e di Miriam Mafai.
Nel 1969 cambiò la forma giuridica del periodico, in quanto si trasformò in cooperativa delle redattrici.
Nel corso degli anni settanta la rivista ebbe il suo momento di massima distribuzione, arrivando a punte di seicentomila copie a numero grazie alla diffusione militante. Il giornale fu protagonista delle battaglie per la parità di salario, per il divorzio, l'aborto e la tutela della maternità. Durante la direzione di Giuliana Dal Pozzo e di Miriam Mafai la periodicità diventò quindicinale e poi settimanale prima di tornare ad essere mensile nel 1981, mantenendo tale modulazione fino al dicembre 2016 quando, sospese le edizioni in versione cartacea, si potenzia la diffusione su internet tramite il sito web, il settimanale on line e i social network.
In seguito al IX Congresso dell'UDI nel 1973 cambiò anche l'impostazione della rivista, che fino ad allora era stata ispirata ad una visione marxista e perciò si occupava prevalentemente dei problemi economici delle donne. Negli anni settanta Noi Donne iniziò a trattare anche i temi più tipici della riflessione femminista, come la critica dei ruoli sociali, maschile e femminile. Per contribuire su questi temi divennero collaboratrici del periodico esperte come Carla Ravaioli e Elena Gianini Belotti.
La crisi economica portò prima a un tentativo di restyling nel 1998, poi a una drastica riduzione della tiratura, infine alla dolorosa scelta di uscire dalle edicole e di ridimensionare la produzione, cosa che portò moltissimi a credere erroneamente che nel gennaio 2000 la rivista avesse chiuso.

## Gli anni 2000
Il giornale arriva alle soglie del 2000 in una pesante crisi finanziaria che viene superata grazie ad una profonda riorganizzazione, ad un riassestamento interno e ad un riposizionamento nel mercato editoriale. Per qualche anno il settimanale in forma cartacea è stato reperibile per abbonamento o presso le librerie Feltrinelli.

## Direttori
In ordine cronologico le giornaliste che hanno diretto ‘Noi Donne’ dal 1944:
- Rina Piccolato
- Nadia Spano
- Luara Bracco
- Vittoria Giunti
- Dina Rinaldi
- Maria Antonietta Macciocchi
- Milla Pastorino
- Benedetta Galasi-Beria
- Miriam Mafai
- Giuliana Dal Pozzo
- Vania Chiurlotto
- Anna Maria Guadagni
- Mariella Gramaglia
- Franca Fossati
- Bia Sarasini
- Tiziana Bartolini